# ديكاتور "بوكي" تروتر
ديكاتور «بوكي» تروتر هو سياسي أمريكي، ولد في 8 يناير 1932 في واشنطن العاصمة في الولايات المتحدة، وتوفي في 2 مايو 2004 في بالتيمور في الولايات المتحدة. نشط حزبياً في الحزب الديمقراطي. وقد انتخب عضو مجلس ولاية ماريلند ‏.